# Горњи Гаревци
Горњи Гаревци су насељено мјесто у граду Приједор, Република Српска, БиХ. Према попису становништва из 1991. у насељу је живјело 130 становника.

## Становништво
| Демографија | Демографија | Демографија |
| Година      | Становника  | Становника  |
| ----------- | ----------- | ----------- |
| 1948.       | 481         |             |
| 1953.       | 468         |             |
| 1961.       | 486         |             |
| 1971.       | 465         |             |
| 1981.       | 449         |             |
| 1991.       | 130         |             |